# عقدة سوبرمان
عقدة سوبرمان (بالإنجليزية: Superman complex)‏ هو مصطلحٌ في علم النفس يُشير إلى شعورٍ غير صحيٍ بالمسؤولية، أو الاعتقاد بأنَّ كل شخص آخر يفتقر إلى القدرة على أداء مهمة أو أكثر بنجاح. وقد يشعر مثل هذا الشخص بحاجة مستمرة إلى إنقاذ الآخرين، وفي هذه العملية، يتولى المزيد من العمل بمفرده.
ويبدو أن هذا التعبير قد استخدمه لأول مرة طبيب الأمراض النفسية الألماني الأمريكي فريدريك فيرتهام في كتابه الصادر عام 1954 بعنوان إغواء الأبرياء [الإنجليزية] وشهادته أمام اللجنة الفرعية لمجلس الشيوخ الأمريكي المعنية بقضايا الأحداث [الإنجليزية]. ركزت نظريته الأوليَّة بشكلٍ أقل على التلميح الحالي إلى عقدة المنقذ وأكثر على ميل الناس إلى إيجاد المتعة في مشاهدة شخص آخر يضرب شخصًا آخر بينما يقفون دون أن يصابوا بأذى. ادعى أنَّ الأطفال الذين يقرؤون كتب سوبرمان المصورة يتعرضون "لخيالات من الفرح الساّدي عند رؤية أشخاص آخرين يعاقبون مرارًا وتكرارًا بينما تظل أنت نفسك محصنًا". في خطابه عن عقدة سوبرمان، ألقى فيرتهام باللوم أيضًا على الكتب المصورة في قضايا اجتماعية أخرى مثل جنوح الأحداث والمثلية الجنسية والشيوعية.